# Бесы (телесериал, 2014)
«Бесы» — четырёхсерийная экранизация одноимённого произведения Ф. М. Достоевского. Произведено по заказу телеканала «Россия» кинокомпанией «Нон-стоп продакшн». Режиссёр фильма — Владимир Хотиненко.

## История создания
Для режиссёра Владимира Хотиненко телесериал «Бесы» стал вторым проектом, посвящённым судьбе или творчеству Фёдора Достоевского. За три года до телепремьеры «Бесов» на канале «Россия» там же показывали его 8-серийный сериал «Достоевский», рассказывающий о жизни писателя.
Съёмки «Бесов» проходили в 2013 году в павильонах киноконцерна «Мосфильм» и Крутицком подворье в Москве, в Санкт-Петербурге и Костроме. Хотя действие романа происходит в Твери, её роль в фильме сыграла Кострома, в которой в отличие от первого города сохранилось множество памятников архитектуры, характерных для XIX века. Там была снята первая и одна из самых масштабных сцен сериала с участием более 200 статистов.
Хотиненко высказывался о «Бесах» как о произведении трудном для экранизации. Объясняя замысел своей работы, он выразил своё мнение о революции в целом, как о процессе, в результате которого на поверхность вылезает множество ничтожеств.
Роли в сериале исполнили звёзды российского кинематографа: Сергей Маковецкий, Игорь Костолевский, Максим Матвеев и другие. Изначально на роль Ставрогина рассматривался Данила Козловский, но в итоге роль получил Максим Матвеев.Маковецкий сыграл роль следователя Горемыкина, расследующего убийства и отсутствующего в романе Достоевского. Этого персонажа в сценарий добавил сам Хотиненко. При этом Горемыкин — реальное историческое лицо, он занимался расследованием дела революционера Нечаева.

## Сюжет
Действие происходит в губернском городе. Петр Верховенский, главный идейный вдохновитель революционной ячейки, пытается вовлечь в революционное движение Николая Ставрогина. Верховенский собирает «сочувствующую» революции молодежь: философа Шигалева, суицидального Кириллова, бывшего военного Виргинского. Верховенский замышляет убить Ивана Шатова, который хочет «выйти» из ячейки.

## В ролях
- Максим Матвеев — Николай Ставрогин
- Антон Шагин — Пётр Верховенский
- Сергей Маковецкий — следователь Горемыкин
- Владимир Зайцев — полицмейстер Флибустьеров
- Игорь Костолевский — Степан Трофимович Верховенский, отец Петра Верховенского
- Александр Галибин — губернатор фон Лембке
- Надежда Маркина — Варвара Петровна, мать Николая Ставрогина
- Мария Шалаева — Марья Тимофеевна Лебядкина (хромоножка)
- Иванна Петрова — Лизавета Тушина
- Евгений Ткачук — Шатов
- Мария Луговая — Даша Шатова
- Фёдор Лавров — Липутин
- Алексей Кирсанов — Кириллов
- Борис Каморзин — Игнат Лебядкин
- Наталия Курдюбова — Юлия Михайловна
- Наталья Швец — Мария Игнатьевна Шатова
- Олег Васильков — Федька
- Павел Ворожцов — Гаганов
- Александр Коротков — Виргинский
- Вячеслав Чепурченко — Эркель
- Александр Марголин — Лямшин
- Сергей Холмогоров — Шигалев
- Станислав Беляев — Маврикий Николаевич
- Анастасия Имамова — книгоноша
- Виктор Пипа — Слезкин
- Юлия Акимова — Виргинская
- Александр Кузнецов — гимназист
- Елизавета Арзамасова — студентка
- Юлия Хамитова — горничная Ставрогиных

## Релиз
Перед телепремьерой состоялся закрытый показ «Бесов» в московском кинотеатре «Пионер», на котором присутствовали создатели и актёры сериалы, а также многочисленные гости, среди которых режиссёры Андрей Звягинцев и Вера Глаголева. На нём режиссёр поведал историю о том, что ему буквально накануне передали письмо Достоевского от 1875 года в котором он рассуждает о возможной постановке его романа на сцене, отмечая, что эпическое произведение невозможно переделать в драматическое. Но вместе с тем, писатель не противится этим попыткам.
Телеканал Россия продемонстрировал сериал 25 мая 2014 года полностью в один день, объединив 4 серии в два телефильма. После телесериала и в перерыве телеканал транслировал информационно-аналитические программы («Вести недели» и «Воскресный вечер с Владимиром Соловьёвым»), посвящённые главному событию того дня — президентским выборам на Украине.

## Критика
По мнению журналиста Андрея Максимова Хотиненко в своей экранизации прежде всего стремился отобразить философию Достоевского, его взгляд на человеческие отношения. В герое Маковецкого Максимов обнаружил не следователя или сыщика наподобие Шерлока Холмса, а исследователя человеческих душ. По мнению колумниста «Российской газеты» все роли в сериале были исполнены хорошо.
Журналист Андрей Архангельский в своей рецензии на сериал, отмечал политизированность, связанную с его выходом на телеэкран. Так «Бесы» демонстрировались с перерывами на новостные и политические шоу в день президентских выборов на Украине. Таким образом, по мнению Архангельского, сериал Хотиненко прекрасно ложился в канву российской пропаганды. При этом он признавал, что режиссёр не скрывает своих прогосударственных взглядов и несильно изменил идейную составляющую романа Достоевского.

## Награды и номинации
- 2014 — XV Международный телекинофорум «Вместе» (Ялта) — Гран-при в конкурсе «Телевизионные игровые фильмы»[10]
- Премия «Золотой орёл» за лучший телефильм или мини-сериал (до 10 серий включительно)[11]